# Mallophora albicincta
Mallophora albicincta är en tvåvingeart som beskrevs av Stanley Willard Bromley 1929. Mallophora albicincta ingår i släktet Mallophora och familjen rovflugor. Inga underarter finns listade i Catalogue of Life.